# Marc Burns
Marc Burns, född 7 januari 1983 är en friidrottare från Trinidad och Tobago.
Burns första internationella merit kom när han blev silvermedaljör på 4 x 100 meter vid VM i Edmonton. Han blev även tvåa på 100 meter vid VM för juniorer 2002. Burns deltog vid OS i Aten 2004 där han diskvalificerades i försöksloppet.
Vid VM 2005 var han med i finalen på 100 meter och slutade där sjua på tiden 10,14. Vid samma mästerskap blev han silvermedaljör i stafett. Vid VM 2007 i Osaka slutade han sist i finalen på 100 meter på tiden 10,29.
Burns deltog även vid Olympiska sommarspelen 2008 då han åter tog sig till final på 100 meter, denna gång blev han sjua på tiden 10,01. Han blev även silvermedaljör i stafett på 4 x 100 meter efter Jamaica.
Vid VM 2009 var han i final på 100 meter och slutade på sjunde plats på tiden 10,00. Vid samma mästerskap ingick han i stafettlaget som slutade tvåa bakom Jamaica.

## Personligt rekord
- 100 meter - 9,96 från 2005